# Црквена (притока Врбаса)
Црквена је ријека која се улијева у ријеку Врбас у Бањалуци код тврђаве Кастел. Извире испод врха Клупе (433 m), одакле тече у правцу југоистока до Врбаса. Дужина главног тока износи око 11,5 km, а површина слива 22 km².
Почетком шездесетих година, недалеко од ушћа у Врбас, почело је надсвођавање ријеке и градња Булевара Револуције, данашњег Булевара цара Душана.